# Palazzo Persichetti
Palazzo Persichetti, già Palazzo Colantoni Franchi, è un palazzo storico dell'Aquila.

## Storia
Il palazzo venne edificato per volere di Giuseppe Persichetti — ricchissimo esponente dell'omonima famiglia di patrizi aquilani — sul finire del XVIII secolo, in luogo del precedente Palazzo Colantoni Franchi. Il progetto è attribuito all'architetto Ferdinando Fuga, che in città aveva completato, nel 1752, la chiesa di Santa Caterina Martire.
Nel XIX secolo, il palazzo divenne dimora del marchese Niccolò Persichetti, archeologo e filologo di fama mondiale, che lo impreziosì con la sua collezione di reperti archeologici, oltre che di ceramiche, marmi e quadri. Successivamente, la via del palazzo è stata intitolato proprio all'illustre studioso. Alla fine del XX secolo ha ospitato, inoltre, gli uffici della Regione Abruzzo.
In seguito al terremoto dell'Aquila del 2009, il palazzo ha subito gravi danni alle pareti, ai solai e alle volte.

## Descrizione
Il palazzo chiude a nord la piazza Santa Maria di Roio, nel cuore del quarto di San Giovanni, sviluppandosi tra viale Nicolò Persichetti e via Cesura. Si pone a lato della chiesa di Santa Maria di Roio e di Palazzo Rivera.
Si configura come il frutto di varie fasi costruttive, la prima delle quali d'origine medievale, mentre l'ultima — in stile prettamente barocco — risale alla fine del XVIII secolo ed è comunemente attribuita all'architetto Ferdinando Fuga. Di queste fasi costruttive rimangono resti nelle murature del piano interrato, visibili nell'ala di via Cesura.
In alzato, presenta tre ordini con attico — similarmente al vicino Palazzo Rivera e ai concittadini Palazzo Ardinghelli, Palazzo Antinori e Palazzo Rustici. La facciata principale è rivolta verso la piazza ed è caratterizzata da un'elegante ed imponente portale d'ingresso, sormontato da balcone, che interrompe una lunga e serrata sequenza di finestre a timpano circonflesso; al piano nobile, la centrale reca lo stemma del casato. Rispetto al Palazzo Rivera lo stile appare meno raffinato ma certamente più maestoso e di notevole interesse.
L'impianto è ad «L» con il cortile che viene giudicato «non finito». All'interno, il palazzo presenta un interessante scalone principale, disseminato di numerosi reperti romani e medievali; oltre questi, il palazzo ospita altri oggetti d'arte riferibili allo studioso Niccolò Persichetti che vi abitò nel XIX secolo.